# Polarornis
Polarornis gregorii
Genre
Espèce
Polarornis est un genre fossile d'oiseaux préhistoriques, peut-être un Anseriformes. 
Une seule espèce y est rattachée, Polarornis gregorii, connue par les restes incomplets d'un individu trouvé sur l'île Seymour, Antarctique, trouvée dans des roches datées du Crétacé supérieur dans la partie supérieure de la formation géologique de Lopez de Bertodano, dans un niveau daté du Maastrichtien, soit il y a environ entre 72,2 et 66,0 millions d'années.

## Découverte
La découverte de Polarornis gregorii a été annoncée pour la première fois par Sankar Chatterjee en 1989, mais il n'a décrit et nommé officiellement l'espèce qu'en 2002,.
Le nom Polarornis avait été annoncé officieusement plusieurs années avant sa publication officielle, dans son livre "The Rise of Birds"en 1997.

## Classification
Les liens de parentés de cette espèce ne sont pas clairs. On dit souvent qu'il est l'ancêtre des plongeons modernes, mais certains scientifiques s'interrogent à ce sujet. Gerald Mayr, par exemple, a noté que Polarornis différait des plongeons par certaines caractéristiques importantes et a critiqué la description originale des fossiles de Chatterjee pour avoir surestimé l'exhaustivité du spécimen.
Avant la description officielle de l'espèce, Alan Feduccia a publié un avis mettant en doute son identification de plongeons. Cependant, d'autres spécialistes des oiseaux mésozoïques, dont Storrs Olson et Sylvia Hope, ont soutenu le classement de Polarornis parmi les membres de la première génération des plongeons[6]. Certaines études récentes semblent confirmer son statut d'ancêtre des plongeons ; à côté de Neogaeornis et de quelques spécimens antarctiques sans nom, il semble suggérer une origine gondwanaise pour ce clade, peut-être supplanté au nord par les premiers pingouins.
En 2017, dans une étude phylogénétique, Agnolín et ses collègues ont trouvé que Neogaeornis et Polarornis étaient de la famille anasériformes  avec également Australornis et Vegavis de la famille des Vegaviidae.

## Paléobiologie
Selon toute vraisemblance, Polarornis était aquatique et se nourrissait de poissons et de gros invertébrés, en étant probablement l'équivalent écologique du plongeon, du grèbe ou de l'hespérornite de l'hémisphère Nord. Une analyse de la structure du fémur a montré que les os étaient denses, plutôt que creux et légers comme ceux des oiseaux volants, ce qui suggère que Polarornis était un oiseau plongeur non volant ou presque, semblable aux hespérornites et aux pingouinos.